# Nobelprisen i fysik
Nobelprisen i fysik er en prestigefyldt hæderspris der uddeles en gang om året af det kongelige, svenske videnskabsakademi. Prisen er pr. 2007 på 10 millioner svenske kroner.
Der har været seks år, hvor Nobelsprisen i fysik ikke er blevet givet (1916, 1931, 1934, 1940–1942).

## Modtagere af Nobelprisen i fysik

### 1901-1910
1901: Wilhelm Conrad Röntgen (1845-1923), Tyskland
1902: Pieter Zeeman (1865-1943), Holland & Hendrik Antoon Lorentz (1853-1928), Holland
1903: Antoine Henri Becquerel (1852-1908), Pierre Curie (1859-1906) & Marie Curie (1867-1934)
1904: Baron Rayleigh (John William Strutt) (1842-1919)
1905: Philipp Eduard Anton von Lenard (1862-1947)
1906: Sir Joseph John Thomson (1856-1940)
1907: Albert Abraham Michelson (1852-1931)
1908: Gabriel Lippmann (1845-1921)
1909: Guglielmo Marconi (1874-1937) & Karl Ferdinand Braun (1850-1918)
1910: Johannes Diderik van der Waals (1837-1923)

### 1911-1920
1911: Wilhelm Wien (1864-1928)
1912: Nils Gustaf Dalén (1869-1937)
1913: Heike Kamerlingh-Onnes (1853-1926)
1914: Max von Laue (1879-1960)
1915 Sir William Henry Bragg (1862-1942) & Sir William Lawrence Bragg (1890-1971)
1917: Charles Glover Barkla (1877-1944)
1918: Max Planck (1858-1947)
1919: Johannes Stark (1874-1957)
1920: Charles Edouard Guillaume (1861-1938)

### 1921-1930
1921: Albert Einstein (1879-1955)
1922: Niels Bohr (1885-1962), Danmark
1923: Robert Andrews Millikan (1868-1953)
1924: Karl Manne Georg Siegbahn (1886-1978)
1925: James Franck (1882-1964) & Gustav Hertz (1887-1975)
1926: Jean Baptiste Perrin (1870-1942)
1927: Arthur Holly Compton (1892-1962) & Charles Thomson Rees Wilson (1869-1959)
1928 Sir Owen Richardson
1929: Louis de Broglie
1930 Sir C. V. Raman

### 1931-1942
1932: Werner Heisenberg
1933: P.A.M.Dirac & Erwin Schrödinger
1935 Sir James Chadwick
1936: Victor Hess
1937: Clinton Davisson & Sir George Thomson
1938: Enrico Fermi
1939: Ernest Lawrence
1940-42: Ingen prisuddeling på grund af 2. verdenskrig

### 1943-1950
1943: Otto Stern
1944: Isidor Rabi
1945: Wolfgang Pauli
1946: Percy Williams Bridgman
1947: Sir Edward Appleton
1948: Patrick Blackett
1949: Hideki Yukawa
1950: Cecil Powell

### 1951-1960
1951 Sir John Cockcroft & Ernest Walton
1952: Felix Bloch & Edward Purcell
1953: Fritz Zernike
1954: Max Born / Walther Bothe
1955: Willis Eugene Lamb & Polykarp Kusch
1956: John Bardeen, Walter Houser Brattain & William Shockley
1957: Tsung-Dao Lee & Chen Ning Yang
1958: Pavel A. Tjerenkov, Ilja M. Frank & Igor Tamm
1959: Emilio Segré & Owen Chamberlain
1960: Donald Arthur Glaser

### 1961-1970
1961: Robert Hofstadter & Rudolf Mössbauer
1962: Lev Landau
1963: Eugene Paul Wigner, J.H.D. Jensen & Maria Goeppert-Mayer
1964: Charles Hard Townes, Nikolaj G. Basov & Aleksandr M. Prokhorov
1965: Sin-Itiro Tomonaga, Julian Schwinger, Richard P. Feynman
1966: Alfred Kastler
1967: Hans Albrecht Bethe
1968: Luis W. Alvarez
1969: Murray Gell-Mann
1970: Hannes Alfvén & Louis Néel

### 1971-1980
1971: Dennis Gabor
1972: John Bardeen, Leon N. Cooper & John R. Schreiffer
1973: Leo Esaki, Ivar Giæver & Brian Josephson
1974 Sir Martin Ryle & Antony Hewish
1975: Aage Bohr, Ben Roy Mottelson & L. James Rainwater
1976: Burton Richter & Samuel C.C. Ting
1977: Philip Warren Anderson, Sir Neville Mott & John H. Van Vleck
1978: Pjotr L. Kapitsa, Arno Allan Penzias & Robert W. Wilson
1979: Sheldon Glashow, Abdus Salam & Steven Weinberg
1980: James W. Cronnin & Val L. Fitch

### 1981-1990
1981: Kai M. Siegbahn, Arthur Schawlow & Nicolaas Bloembergen
1982: Kenneth G. Wilson
1983: Subrahmanyan Chandrasekhar & William A. Fowler
1984: Carlo Rubbia & Simon van der Meer
1985: Klaus von Klitzing
1986: Ernst Ruska, Gerd Binnig & Heinrich Rohrer
1987: J. Georg Bednorz & Karl Alexander Müller
1988: Leon M. Lederman, Melvin Schwartz & Jack Steinberger
1989: Norman Foster Ramsey, Hans Georg Dehmelt & Wolfgang Paul
1990: Richard E. Taylor, Jerome Isaac Friedman & Henry Kendall

### 1991-2000
1991: Pierre-Gilles de Gennes
1992: Georges Charpak
1993: Russell A. Hulse, Joseph H. Taylor Jr.
1994: Bertram N. Brockhouse, Clifford G. Shull
1995: Martin L. Perl, Frederick Reines
1996: David M. Lee, Douglas D. Osheroff, Robert C. Richardson
1997: Steven Chu, Claude Cohen-Tannoudji, William D. Phillips
1998: Robert B. Laughlin, Horst L. Störmer, Daniel C. Tsui
1999: Gerardus 't Hooft, Martinus J.G. Veltman
2000: Zhores I. Alferov, Herbert Kroemer, Jack S. Kilby

### 2001-2010
2001: Eric A. Cornell, Wolfgang Ketterle, Carl E. Wieman
2002: Raymond Davis Jr., Masatoshi Koshiba, Riccardo Giacconi
2003: Aleksej A. Abrikosov, Vitalij Ginsburg, Anthony Leggett
2004: David J. Gross, H. David Politzer, Frank Wilczek
2005: Roy J. Glauber, John L. Hall, Theodor W. Hänsch
2006: John C. Mather, George F. Smoot – for deres opdagelser der støtter teorien om Big Bang
2007: Albert Fert og Peter Grünberg – for deres forskning i nanoteknologi
2008: Yoichiro Nambu samt Makoto Kobayashi og Toshihide Maskawa – forskning i spontant symmetribrud
2009: Charles K. Kao (lystransmission i fibre til optisk kommunikation), Willard Boyle & George E. Smith (halvlederkreds – CCD-sensor)
2010: Andre Geim og Konstantin Novoselov – for banebrydende forskning i det to-dimensionale materiale grafen

### 2011-2020
2011: Saul Perlmutter, Brian Schmidt og Adam Riess ("For opdagelsen af universets accelererende udvidelse vha. supernova-observationer")
2012: Serge Haroche og David J. Wineland ("For banebrydende eksperimentelle metoder der muliggøre måling og manipulation af individuelle kvantemekaniske systemer")
2013: François Englert og Peter W. Higgs ("For the theoretical discovery of a mechanism that contributes to our understanding of the origin of mass of subatomic particles, and which recently was confirmed through the discovery of the predicted fundamental particle, by the ATLAS and CMS experiments at CERN's Large Hadron Collider")
2014: Isamu Akasaki, Hiroshi Amano og Shuji Nakamura ("For opfindelsen af effektive blå lysdioder, som har gjort det muligt at fremstille lysstærke og energibesparende hvide lyskilder.")
2015: Takaaki Kajita og Arthur B. McDonald ("For opdagelsen af neutrinoers svingninger, som viser, at neutrinoer har masse")
2016: David J. Thouless samt F. Duncan Haldane og John M. Kosterlitz for deres forskning inden for topologi
2017: Rainer Weiss, Barry C. Barish og Kip S. Thorne for deres bevis af Einsteins teori om eksistensen af gravitationsbølger
2018: Arthur Ashkin, Gérard Mourou og Donna Strickland for "banebrydende opdagelser inden for laserfysik".
2019: James Peebles samt Michel Mayor og Didier Queloz for "bidrag til vores forståelse af universets evolution og Jordens plads i kosmos".
2020:  Roger Penrose samt Reinhard Genzel og Andrea Ghez for "opdagelse af en formation af et sort hul er en robust forudsigelse af den generelle relativitetsteori".

### 2021-2030
2021: Syukuro Manabe, Klaus Hasselmann og Giorgio Parisi for "banebrydende bidrag til vores forståelse af komplekse systemer".
2022: Alain Aspect, John F. Clausner og Anton Zeilinger for deres "eksperimenter med sammenflettede fotoner, påvisning af brud mod Bell-forskelle og baning af nye veje for kvanteinformationsvidenskab".
2023: Pierre Agostini, Ferenc Krausz og Anne L'Huillier for deres "eksperimentelle metoder som genererer attosekundpulser af lys for studier af elektrondynamik i materie".
2024: Geoffrey E. Hinton og John J. Hopfield for deres "grundlæggende opdagelser og opfindelser, som muliggør maskinlæring ved hjælp af kunstige neurale netværk".